# Продпаровоз
Продпаровоз — одне з найбільших монополістичних об'єднань важкої індустрії кінця 19 — початку 20 ст. 

1897—99 представники механічного заводу Гартмана, Харківського, Луганського, Брянського, Сормівського, Коломенського, Путилівського, Невського паровозобудівних підприємств, Російського паровозобудівного і механічного товариства почали взаємну координацію на ринках збуту. У грудні 1901 підписано договір про розподіл замовлень на рухомий склад, згідно з яким «П.» набув картельно-синдикативної, а з 1909 — синдикатної форми з керівною радою та спеціальним (внутрішнім) фондом. Рада представляла «П.» перед урядом, визначала квоти замовлень учасників, узгоджувала продовження договору учасників (мало місце 1906—08, 1911—12, 1914) та легалізації синдикату (1908 нею було розроблено устав Товариства для продажу виробів російських паровозобудівних заводів, котрий не був затверджений державою). 1900—06 і 1915—17 «П.» існував головним чином за рахунок державних, 1907—11 — державноприватних, 1912—14 — виключно приватних замовлень. Керівництво «П.» завжди намагалося тримати ринок у напівнасиченому стані, регулярно підвищуючи ціни на власну продукцію. У складі «П.» Луганський паровозобудівний завод з його випуском 150—180, Харківський паровозобудівний завод —185—200 паровозів щорічно відігравали провідну роль, технікою «П.» були оснащені майже всі залізниці підросійської України.

«П.» припинив існування в жовтні 1917.